# Kobe Brown
Kobe Brown (ur. 1 stycznia 2000 w Huntsville) – amerykański koszykarz, występujący na pozycji niskiego skrzydłowego, od 2023 zawodnik Los Angeles Clippers.
W 2016 i 2017 wystąpił w turnieju Adidas Nations, zajmując odpowiednio szóste i czwarte miejsce.
W 2023 reprezentował Los Angeles Clippers podczas rozgrywek letniej ligi NBA w Las Vegas.

## Osiągnięcia
Stan na 18 listopada 2023, na podstawie, o ile nie zaznaczono inaczej.
NCAA
- Uczestnik rozgrywek:
  - II rundy turnieju NCAA (2023)
  - turnieju NCAA (2021, 2023)
- Laureat nagrody SEC Scholar-Athlete of the Year (2023)
- Zaliczony do:
  - I składu konferencji Southeastern – SEC (2023)
  - II składu:
    - Academic All-America (2023)
    - SEC (2022)

  - składu:
    - SEC Academic Honor Roll (2021–2023)
    - First-Year SEC Academic Honor Roll (2020)
    - NABC Honors Court (2023)
- Koszykarz tygodnia:
  - NCAA (Lute Olson Award National Player of the Week – 26.12.2022)
  - konferencji SEC (SEC Player of the Week – 10.01.2022, 27.12.2022)